# Gangnihessou
Gangnihessou era el primer dels reis tradicionals del "dotze reis de Dahomei". Gangnihessou hi hauria regnat l'any 1620 des de Tado en el riu Moro, un lloc que ara se situa a Togo, fins Allada, i allí es va convertir en el rei de la Gran Ardra. Els seus símbols eren un ocell gangnihessou masculí (l'ocell era un rebus (jeroglífic heràldic) a favor del seu nom), un tambor, i llances de caça. Històricament no està completament clar si ell regnà efectivament amb el títol de rei. Podria ser simplement que hagués estat un cap influent que presidia els assumptes del regne gràcies al ressò que trobaven els seus consells per al seu germà més jove, Dakodonou, que al contrari, es va considerar clarament al seu temps com un rei.
Segons la tradició oral, els Aja van ser conduïts a Allada pel rei Agassu de la ciutat de Tado. Agassu era fill d'una princesa Tado i d'un lleopard, i en algunes versions d'un valent caçador ioruba. Quan Agassu va intentar fer-se càrrec de Tado va ser derrotat i, en canvi, es va traslladar amb els seus seguidors per fundar la ciutat d'Allada.